# Mátra InterRégió
A Mátra InterRégió vasúti járat Budapest-Keleti és Gyöngyös között közlekedik, amelyet a MÁV Személyszállítási Zrt. üzemeltet. Vonatszámuk 30-cal kezdődik.

## Története
A hatvani vonal felújítása révén markáns módosítások, az észak-pesti agglomerációban élők számára kedvező újdonságok jelentek meg, mely a Mátra InterRégió indítását eredményezte a 2022/2023. évi menetrendi-módosításokkal december 11-én Budapest és Gyöngyös között. A változtatás óránkénti összeköttetést hozott létre a főváros és a hevesi város között, valamint félóránkénti összeköttetést a főváros és Vámosgyörk között az Agria InterRégiókkal karöltve.

## Útvonala
A vonatjáratok Budapest-Keleti pályaudvarról indulnak, majd Gödöllő, Hatvan és Vámosgyörk érintésével közlekednek Gyöngyösre, útjuk során a 80a–80-as (Budapest–Sátoraljaújhely-vasútvonal) és a 85-ös (Vámosgyörk–Gyöngyös-vasútvonal) vasútvonalakat veszik igénybe. Késő délutáni és esti járatok nem állnak meg a Kitérőgyár megállóhelyen. Ezen felül Gyöngyöshalászon és Kitérőgyárnál csak feltételes megállás van érvényben.

## Közlekedése

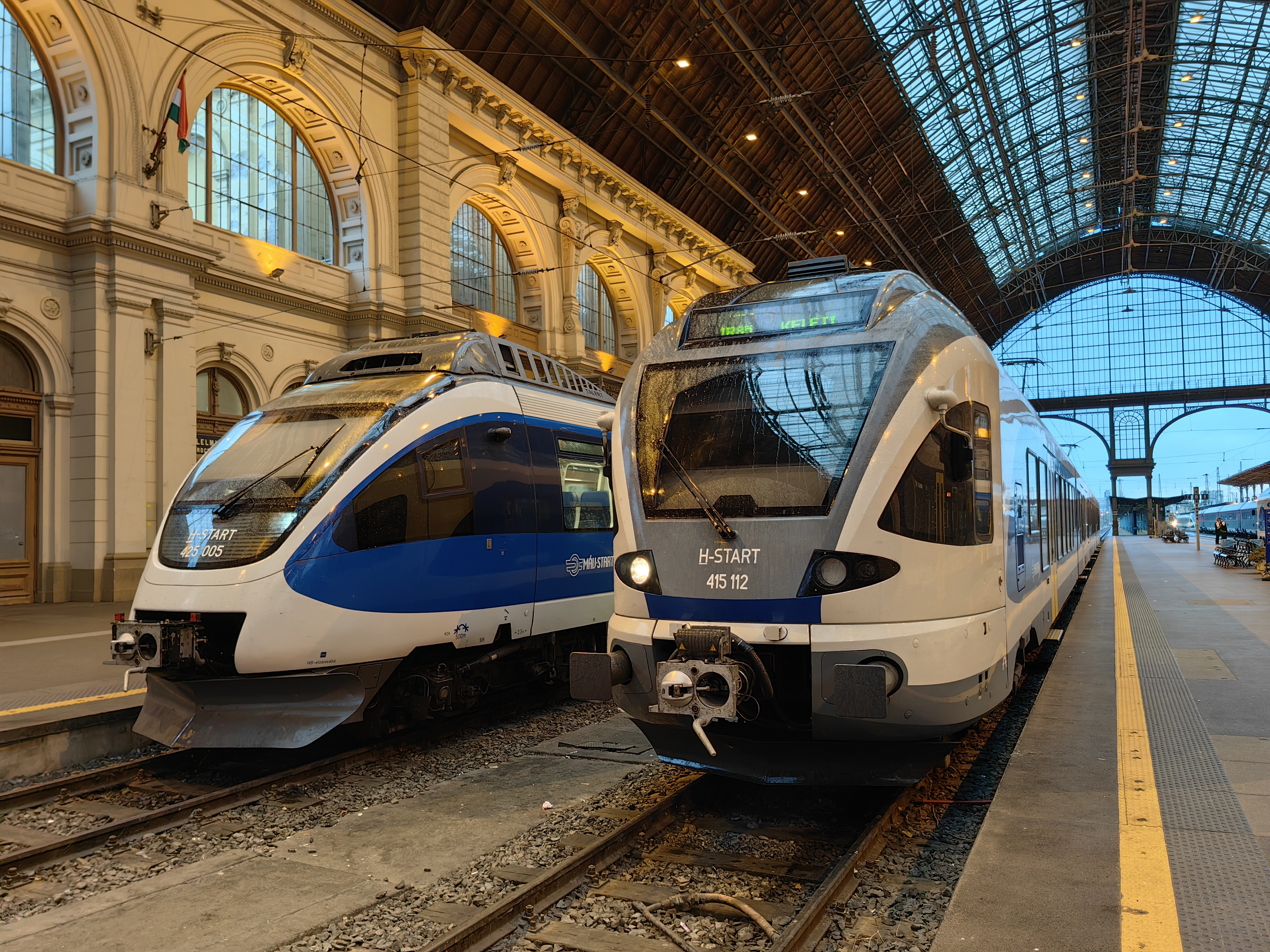
Gyöngyösről érkezett

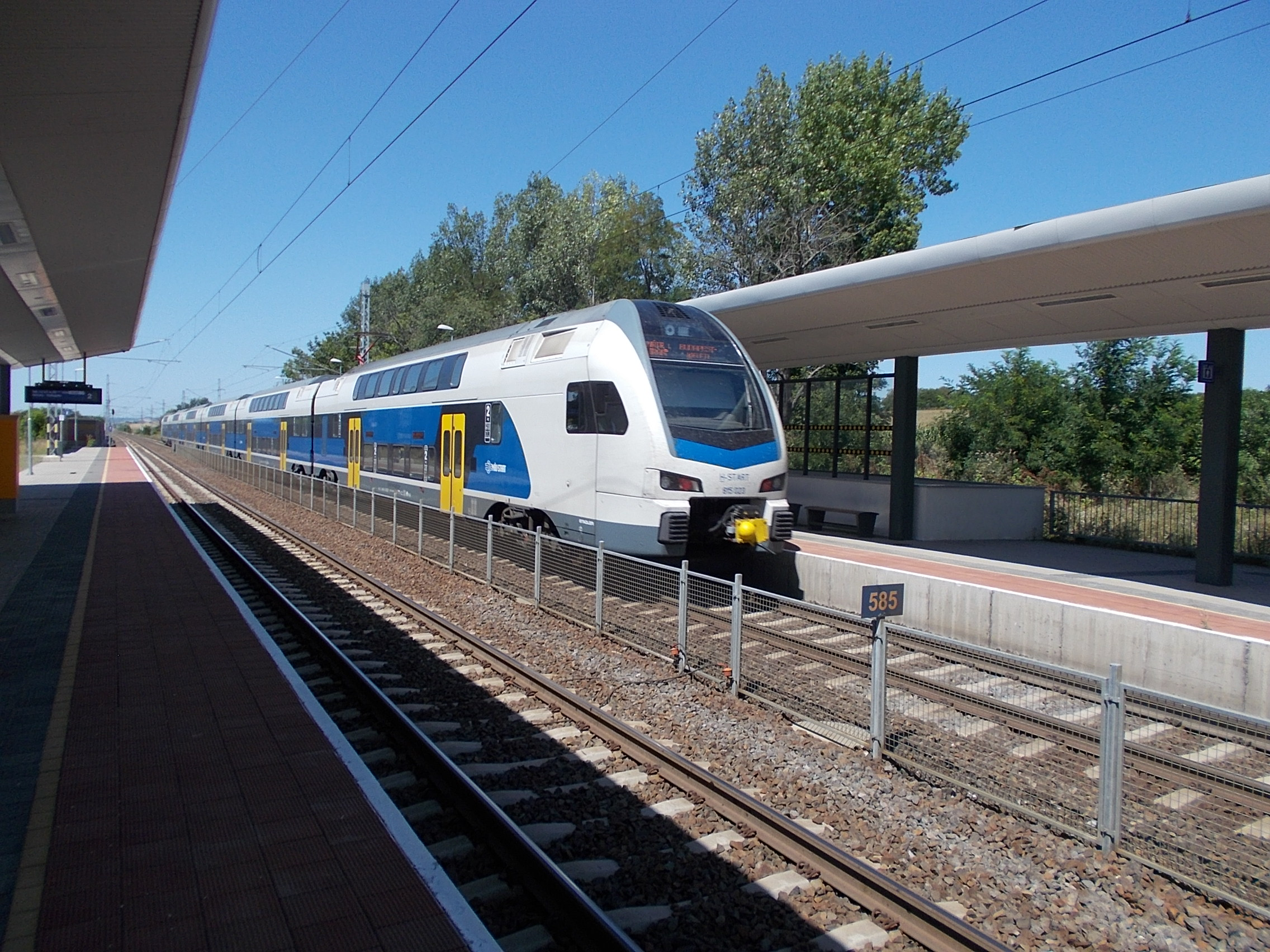
Tura megállóhelyen

A vonatjáratok Budapestről 5:30 és 22:30; Gyöngyösről 4 és 21 óra között óránkénti ütemezettséggel indulnak, menetidejük átlagosan másfél óra.

### Járművek
A járművek között jelen vannak Stadler FLIRT és Stadler KISS típusúak is.

## Megállóhelyei
| IR85 (Budapest-Keleti – Gödöllő – Hatvan – Vámosgyörk – Gyöngyös) | IR85 (Budapest-Keleti – Gödöllő – Hatvan – Vámosgyörk – Gyöngyös) | IR85 (Budapest-Keleti – Gödöllő – Hatvan – Vámosgyörk – Gyöngyös) | IR85 (Budapest-Keleti – Gödöllő – Hatvan – Vámosgyörk – Gyöngyös) | IR85 (Budapest-Keleti – Gödöllő – Hatvan – Vámosgyörk – Gyöngyös) | IR85 (Budapest-Keleti – Gödöllő – Hatvan – Vámosgyörk – Gyöngyös) | IR85 (Budapest-Keleti – Gödöllő – Hatvan – Vámosgyörk – Gyöngyös) | IR85 (Budapest-Keleti – Gödöllő – Hatvan – Vámosgyörk – Gyöngyös) |
| Sorszám (↓)                                                       | Sorszám (↓)                                                       | Megállóhely                                                       | Kilométer (↓)                                                     | Perc (↓)                                                          | Perc (↓)                                                          | Átszállási kapcsolatok |                                                                   |
| ----------------------------------------------------------------- | ----------------------------------------------------------------- | ----------------------------------------------------------------- | ----------------------------------------------------------------- | ----------------------------------------------------------------- | ----------------------------------------------------------------- | --- | ----------------------------------------------------------------- |
| 0                                                                 | 0                                                                 | Budapest-Keleti végállomás                                        | 0 km                                                              | 0                                                                 | 0                                                                 | S60 , S80 , G10 , G60 , G80 , Z60 , IR87 , EC, EN, expresszvonat, gyorsvonat, IC, nemzetközi IC, InterRégió, sebesvonat, személyvonat (1, 80) 5, 7, 7E, 8E, 20E, 30, 30A, 107, 108E, 110, 112, 133E, 230 23, 24 73, 76, 78, 79, 80 907, 907A, 908, 908A, 931, 931A, 956, 973, 973A, 990 |                                                                   |
| 1                                                                 | 1                                                                 | Gödöllő                                                           | 36 km                                                             | 25                                                                | 25                                                                | S80 , IR87 , expresszvonat, InterRégió, sebesvonat, személyvonat (80) 4A, 9 440, 441, 442, 444, 446, 447, 448 992 1076, 1077, 1078 |                                                                   |
| 2                                                                 | 2                                                                 | Máriabesnyő                                                       | 39 km                                                             | 29                                                                | 29                                                                | IR87 , InterRégió, sebesvonat, személyvonat (80) |                                                                   |
| 3                                                                 | 3                                                                 | Bag                                                               | 49 km                                                             | 36                                                                | 36                                                                | IR87 , InterRégió, sebesvonat, személyvonat (80) 400, 401, 402, 403, 404, 405, 406, 407, 408, 409, 458 |                                                                   |
| 4                                                                 | 4                                                                 | Aszód                                                             | 51 km                                                             | 38                                                                | 38                                                                | S77 , S780 , IR87 , expresszvonat, InterRégió, sebesvonat, személyvonat (77, 78, 80) 342, 347, 348, 402, 408, 409, 410, 422, 424, 426, 428, 430, 431, 434, 436, 437, 438, 457, 458, 459, 460, 461                                                                                       |                                                                   |
| 5                                                                 | 5                                                                 | Tura                                                              | 59 km                                                             | 44                                                                | 44                                                                | S780 , IR87 , InterRégió, sebesvonat, személyvonat (80) 400, 401, 402, 403, 404, 405, 408, 445 |                                                                   |
| 6                                                                 | 6                                                                 | Hatvan                                                            | 67 km                                                             | 51                                                                | 51                                                                | S780 , S820 , IR87 , expresszvonat, IC, nemzetközi IC, InterRégió, sebesvonat, személyvonat (80, 81, 82) 1, 2, 4, 7, 9 1306 3600, 3603, 3610, 3612, 3617, 3622, 3624, 3625, 3626, 3640, 3678, 3698, 4681, 4686                                                                          |                                                                   |
| 7                                                                 | 7                                                                 | Vámosgyörk                                                        | 87 km                                                             | 65                                                                | 65                                                                | IR87 , expresszvonat, InterRégió, sebesvonat, személyvonat (80, 85, 86) 1348, 1469, 1515 3670, 3671, 3673, 3697, 4602, 4653 |                                                                   |
| 8                                                                 | 8                                                                 | Gyöngyöshalász                                                    | 96 km                                                             | 76                                                                | 76                                                                | személyvonat (85) |                                                                   |
| 9                                                                 |                                                                   | Kitérőgyár                                                        | 98 km                                                             | 79                                                                |                                                                   | személyvonat (85) |                                                                   |
| 10                                                                | 9                                                                 | Gyöngyös végállomás                                               | 100 km                                                            | 84                                                                | 84                                                                | személyvonat (85) 1A 3492, 3610, 3655, 3677, 3680, 3694, 3699 |                                                                   |